# Вязноватовское сельское поселение
Вязноватовское сельское поселение — муниципальное образование в Нижнедевицком районе Воронежской области.
Административный центр — село Вязноватовка.

## Административное деление
В состав поселения входит один населенный пункт:
- село Вязноватовка